# الوادي (الباب)
الوادي أو جقال صغير كما تعرف محليّاً، قرية سوريّة تتبع إداريّاً لمحافظة حلب منطقة الباب ناحية عريمة، بلغ تعداد سكانها 425 نسمة حسب التعداد السكاني لعام 2004.